# École Navale

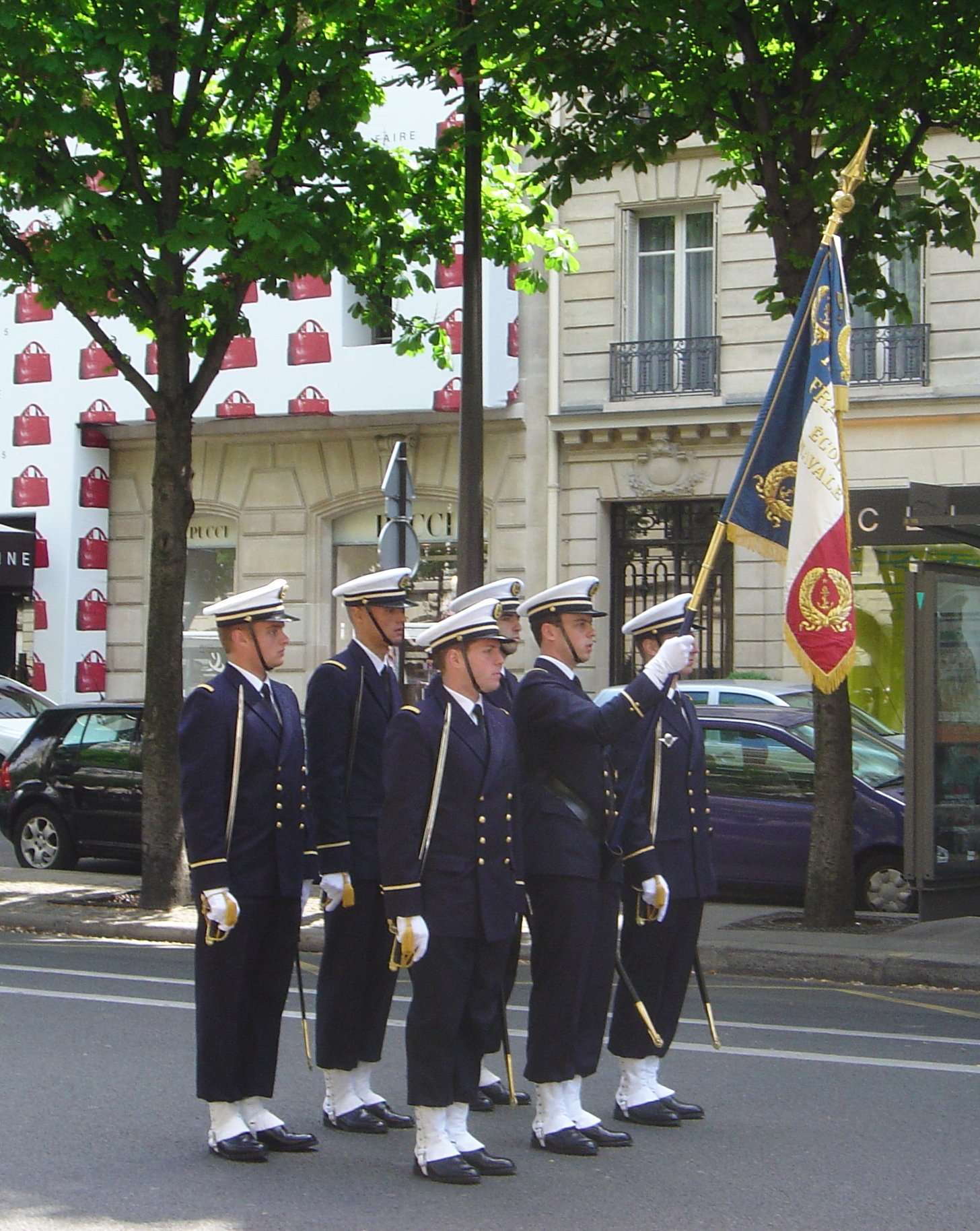
Oficiales designados de la École oficiando una ceremonia civil.

La École Navale (Escuela Naval) es la academia militar a cargo de la educación de los oficiales de la Armada de Francia. 

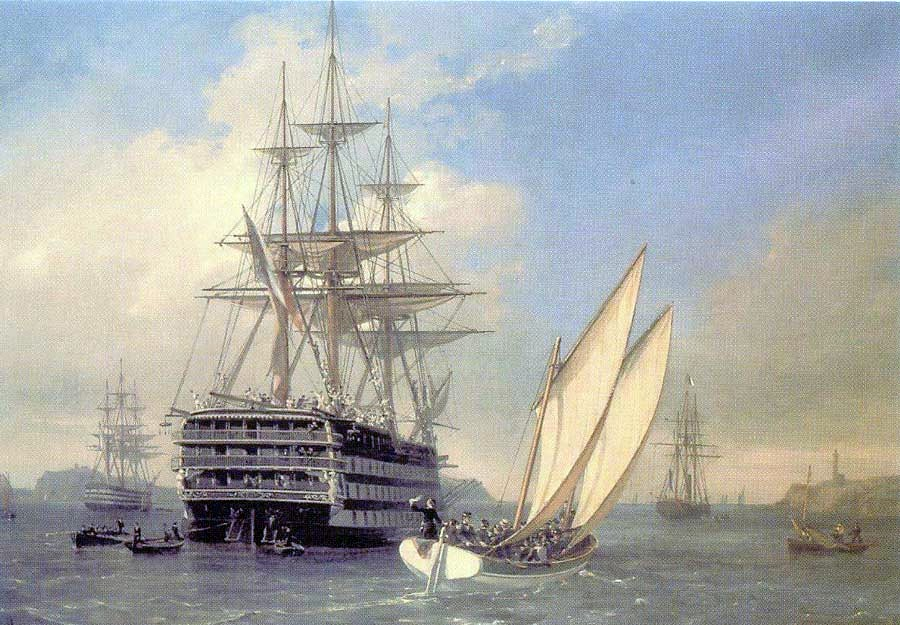
La Borda, en dónde fue ubicada la Academia de 1864 hasta 1890.

La Academia fue fundada en 1830, bajo órdenes del rey Luis Felipe y situado originalmente en buques, como la Borda, anclado en el puerto de Brest; por lo tanto, obtuvieron los cadetes el apodo Bordache.
En 1914 la École Navale fue traslado en tierra a Brest. Bombardeos por las fuerzas aliadas la destruyeron durante la Segunda Guerra Mundial. Por tanto fue trasladada al lado norte de la Bahía de Brest en Lanvéoc-Poulmic. Ahí se quedó y fue inaugurada oficialmente por Charles de Gaulle en 1965.

## Exalumnos notables
- Anne-Ségolène Abscheidt
- Henri Bretonnet
- Jacques-Yves Cousteau
- François Darlan
- Félix du Temple
- Émile Gentil (1866-1914), líder militar y administrador colonial, recordado por dirigir dos misiones militares (1895-1897 y 1897) para conquistar y consolidar los territorios al norte del moderno Gabón hasta el lago Chad.
- Matila Ghyka
- Paul Groussac
- Henri Rivière
- Michel Serres